# Bissing (Adelsgeschlecht)

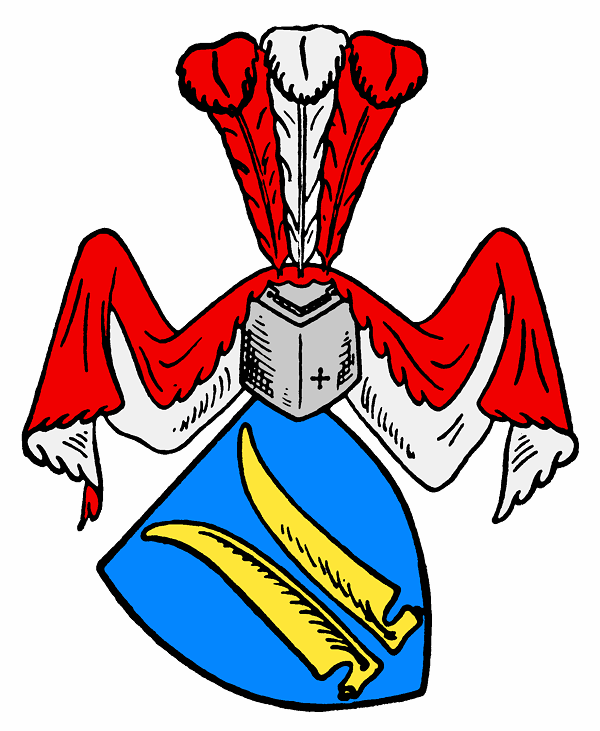
Stammwappen derer von Bissing

Bissing (auch Bissingen, Bessing und Bessingen) ist der Name eines alten Thüringer Adelsgeschlechts, das um 1216 mit Dietrich von Bessing (Dob. II 1716) zuerst erscheint. Namensgebender Stammsitz mit Burg war vermutlich der Ort Freienbessingen oder/und Abtsbessingen nordöstlich von Langensalza, wo sie noch im 15. Jahrhundert Besitzungen hatten. Die Familie war weit verbreitet, so auch in Thüringen, Sachsen, im Anhaltischen, Bayern, Württemberg, Böhmen, Schlesien, Österreich und Ungarn.

## Geschichte
Die Familie teilte sich in drei Stämme 1. „von Bissing“ in Sachsen, Anhalt und Thüringen und „von Bissingen“ in 2. Böhmen, Österreich, Ungarn, Schlesien und in 3. in Schwaben.
Ahnherr des Stammes in Sachsen ist Hans von Bißing auf Seelingstädt bei Trebsen (Mulde). Die Nachkommen seines Sohnes Cornelius ließen sich im Anhaltischen nieder. Dort wurden sie 1644 in den Freiherrenstand erhoben. Später hatten sie Güter im Saalkreis u. a. Löberitz, Grötz, Rödigen (heute zu Bitterfeld-Wolfen), Wadendorf (heute zu Zörbig).
1595 wurde das Rittergut Klepzig bei Landsberg durch Heinrich von Bissing an Hieronymus von Dieskau verkauft.
Wilhelm Ludwig von Bissing erbaute 1744 das Herrenhaus Kreckow in Mecklenburg-Strelitz.

### Bissingen und Nippenburg
Johann Friedrich von Bissingen heiratete 1646 die Erbin Kunigunde von Nippenburg und wurde 1647 zum Reichsfreiherrn von Bissingen erhoben. Um 1648 erwarb er die Herrschaft Schramberg im mittleren Schwarzwald, zunächst als Pfandbesitz. 1746 wurde die Linie in den Reichsgrafenstand als von Bissingen und Nippenburg erhoben. Die Freiherren und Grafen von Bissingen-Nippenburg besaßen von 1636 bis 1789 auch Grundsheim im damaligen Vorderösterreich als österreichisches Lehen.
Das Hofgut Hohenstein mit der Burgruine Hohenstein bei Dietingen, Landkreis Rottweil, Baden-Württemberg, befindet sich bis heute im Besitz der Grafen von Bissingen und Nippenburg. Das nahegelegene Schloss Hohenstein wurde erst 1923 als Dreiflügelanlage im neubarocken Stil errichtet.

## Standeserhebungen
Am 14. Juni 1647 wurde Johann Friedrich von Bissingen, k.u.k. Kriegsrat, Vizerichter, Obersten und Kommandanten in Rottweil (Baden-Württemberg) in den Reichsfreiherrenstand erhoben.
Am 5. August 1746 wurden die Freiherren Joseph Ferdinand von Bissingen und seines Bruders Sohn Joseph Cajetan von Bissingen unter Einbeziehung des Nippenburgschen Namens und Wappens in den erbländischen Grafenstand erhoben, mit dem Namenszusatz „Edler von“. Karl Gottfried und Johann Heinrich von Bissingen wurden 1747 in den Böhmischen Grafenstand erhoben. 1765 wurden in Österreich Anton Joseph und Johann Christoph von Bissingen in den Reichsritterstand erhoben mit dem Namenszusatz „Edler von“. Der Sohn von Joseph Ferdinand, Ferdinand von Bissingen-Nippenburg erhielt am 13. November 1819 das Indigenat des Königreichs Ungarn.
In der Familie von Bissing wurde als Erster der preußische Kammerherr und Gutsbesitzer Willibald von Bissing, Herr auf den Gütern Klein Ellgut bei Nimptsch und Rosenbach bei Gnadenfrei im Landkreis Reichenbach (Eulengebirge) (Niederschlesien), am 13. September 1851 in den preußischen Freiherrenstand erhoben.
Am 17. Juli 1852 wurden die Brüder Adolph, Herr auf den Gütern Ober und Nieder Beerberg bei Marklissa im Landkreis Lauban (Niederschlesien), und Moritz von Bissing (1802–1860), Herr auf den Gütern Ober und Nieder Bellmannsdorf im Landkreis Lauban, in den preußischen Freiherrenstand (Primogenitur) erhoben. Diese Primogenitur-Erhebung wurde nur wenige Jahre später auf alle Nachkommen beider Brüder ausgeweitet – am 19. März 1855 für die Nachkommen des Adolph und am 31. März 1858 für die Nachkommen seines Bruders Moritz von Bissing.

## Namensgleiche Familien
Erstmals erscheint ein Ministerialengeschlecht von Bissingen auf Schloss Bissingen in Schwaben um 1140 im Dienste der Edelfreien Herren von Hohenburg (auf Burg Hohenburg). Eine verwandtschaftliche Verbindung zu der hier beschriebenen Thüringer Familie ist nicht bekannt.
Weiterhin erscheint eine Familie von Besingen, auch von Besing 1216 mit Theoderico de Besingen (UB Walkenried I Nr. 95, S. 82) und 1290 mit Henricus de Besinge (WUB IV Nr. 2058 S. 949). Das Dorf Besingen, etwa 3,2 km südlich der alten Burg von Osterode im Landkreis Göttingen entfernt, wurde 979 erstmals als Beisingen, Beysingen und schon 1477 als wüst bezeichnet. Ob es sich hier um den gleichen Dietrich von Bessing handelt, also um die Duderstädtische Seitenlinie derer von Bissin(en), ist nicht bekannt. Ein späterer Dietrich führte 1318 als Siegel eine kesselähnliche Figur, deren obere Hälfte durch zwei auf- und zur Seite geschlagene Klappen geöffnet ist und auf derselben stehend zwei Kelche oder kelchförmige Gläser. Der Letzte von Besinge soll 1358 verstorben sein.

## Wappen
Das Stammwappen zeigt in Blau zwei abgewendete aufgerichtete goldene Streitsensen. Auf dem Helm mit rot-silbernen Decken stehen drei (rot.silber,rot) Straußenfedern.
Die Freiherren führen einen gevierten Schild. In Feld eins und vier das Stammwappen, in Feld zwei und drei einen Adler.
Die Grafen von Bissingen-Nippenburg führen folgendes Wappen: Gespalten und zweimal quer in sechs Felder geteilt. Im ersten das Stammwappen; im zweiten ebenfalls blauen zwei silberne auswärts geschwungene Flügel; im dritten und sechsten schwarzen Felde auf grünem Hügel ein goldener Greif mit blankem Schwert; im vierten roten Felde aus Wolken ein geharnischter Arm hervorgehend eine goldene Birne haltend; und im fünften ebenfalls roten Felde eine goldene Krone mit zwei silbernen Straußenfedern besteckt. Den Schild bedeckt die Grafenkrone, welche mit vier gekrönten Helmen bedeckt ist. Der erste mit rot- und silberner Decke ist besteckt mit einer silbernen und zwei roten Straußenfedern; dem zweiten mit blau- und silberner Decke entwächst eine blaugekleidete gekrönte Jungfrau, der anstatt der Arme zwei silberne Flügel entwachsen; der dritte mit rot- und silberner Decke trägt eine blaue Tartsche von Gold gesäumt, welche mit zwölf roten Standarten – auf jeder stellt in Gold F III – besteckt ist; und der vierte mit schwarz- und goldener Decke zeigt den goldenen Greif mit dem Schwerte wachsend. Schildhalter zwei goldene Greife.
Die in den preußischen Freiherrenstand erhobenen Bissing führten zwischen den Sensenklingen eine Krone im Schilde.

## Namensträger
- Adolph von Bissing auf Beerberg (1800–1880), Gutsbesitzer, Verfechter der christlichen Kleinkinderschule
- August Wilhelm Freiherr von Bissing (1773–1806), Premier-Lieutenant im Churfürstlich Sächs. Chevauxlegers-Regiment Prinz Clemens
- Cajetan Graf von Bissingen-Nippenburg (1806–1890), österreichischer Statthalter in Tirol und Venedig sowie württembergischer und deutscher Politiker.
- Ernst Maria Ferdinand von Bissingen (1750–1820), Weihbischof in Konstanz
- Ferdinand Graf von Bissingen-Nippenburg (1749–1831), österreichischer Beamter und Politiker
- Friedrich Wilhelm Freiherr von Bissing (1873–1956), deutscher Ägyptologe
- Henriette von Bissing, geborene Krohn (1798–1879), deutsche Erzählerin
- Moritz Ferdinand Freiherr von Bissing (1844–1917), königlich preußischer Generaloberst und Generalgouverneur von Belgien (1914–1917)
- Moritz von Bissing (1886–1954), deutscher Sportler und Olympionike
- Vera von Bissing (1906–2002), deutsche Kunstfliegerin
- Wilhelm Ludwig von Bissing (1682–1762), königlich preußischer Generalmajor
- Wilhelm Moritz Freiherr von Bissing (1891–1975), deutscher Wirtschafts- und Staatswissenschaftler und Kommandeur der 76. Infanterie-Division im Zweiten Weltkrieg